# السيدة الصغيرة

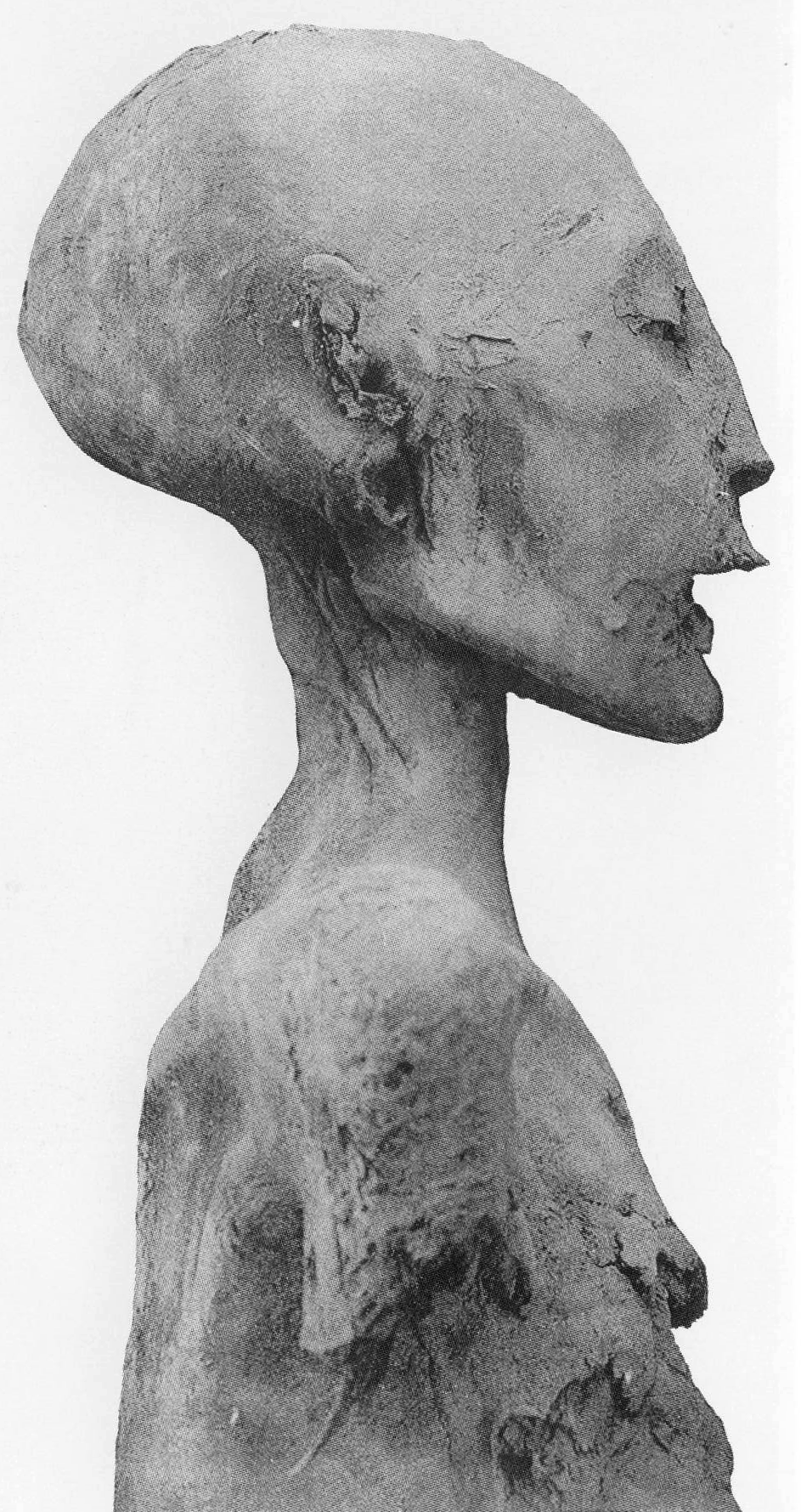
صورة من الجانب الأيمن للمومياء من مقبرة الملك أمنحتب الثاني

السيدة الصغيرة (السيدة الشابة) هو الاسم غير الرسمي الذي يطلق على مومياء عثر عليها في وادي الملوك بمصر، في المقبرة رقم 35 من قبل عالم الآثار فيكتور لوريه في عام 1898 ، ومن خلال اختبارات الحمض النووي الأخيرة تم تحديد هوية هذه المومياء بأنها والدة الملك توت عنخ آمون، وابنة الملك امنحتب الثالث والملكة تي، كما تم منحها التسمية المميزة (KV35YL) ("YL" هو اختصار السيدة الشابة بالإنجليزية) ورقم 61072 ، وهي حالياً موجودة في المتحف المصري بالقاهرة، وكانت التكهنات في وقت مبكر تسير نحو اعتبارها الملكة نفرتيتي، وهو الأمر الذي ما يزال له شعبية بين علماء الآثار المصرية، ولكن اختبارات الحمض النووي لم تؤكد هذه الفرضية وتبقى الأسئلة حول هذا الاحتمال مستمرة.

## الاكتشاف وتحديد الهوية
تم العثور على مومياء بجوار اثنين من المومياوات الأخرى في مقبرة الملك أمنحتب الثاني (رقم 35): صبي صغير الذي في حوالي سن ال 10 سنوات، ويعتقد أنه الأمير وبن سنو ابن الملك أمنحتب الثاني،  سيدة أخرى، امرأة مسنة تم التعرف على أنها الملكة تيي من دراسات الحمض النووي الأخيرة التي أجريت على عائلة الملك توت عنخ آمون ، تم العثور على جميعهم معا، راقدين جنبا إلى جنب عرايا ومجهولي الهوية بلا أي كتابات تدل على شخصياتهم في غرفة داخلية صغيرة داخل المقبرة، وقد تعرضت المومياوات الثلاث لأضرار جسيمة على يد لصوص المقابر القدماء.
كان هناك الكثير من التكهنات حول هوية مومياء السيدة الأصغر سنا بين مومياوي السيدتين، فعند العثور على المومياء، كان فيكتور لوريت يعتقد في البداية أنها لشاب ذكر لأنه رآها حليقة الرأس تماماً، وفي وقت لاحق أجرى الدكتور جرافتون إليوت سميث فحصاً آخر للمومياء مؤكداً أن المومياء هي مومياء أنثى، وعلى الرغم من ذلك تفسير لوريت الأصلي استمر لسنوات عديدة.

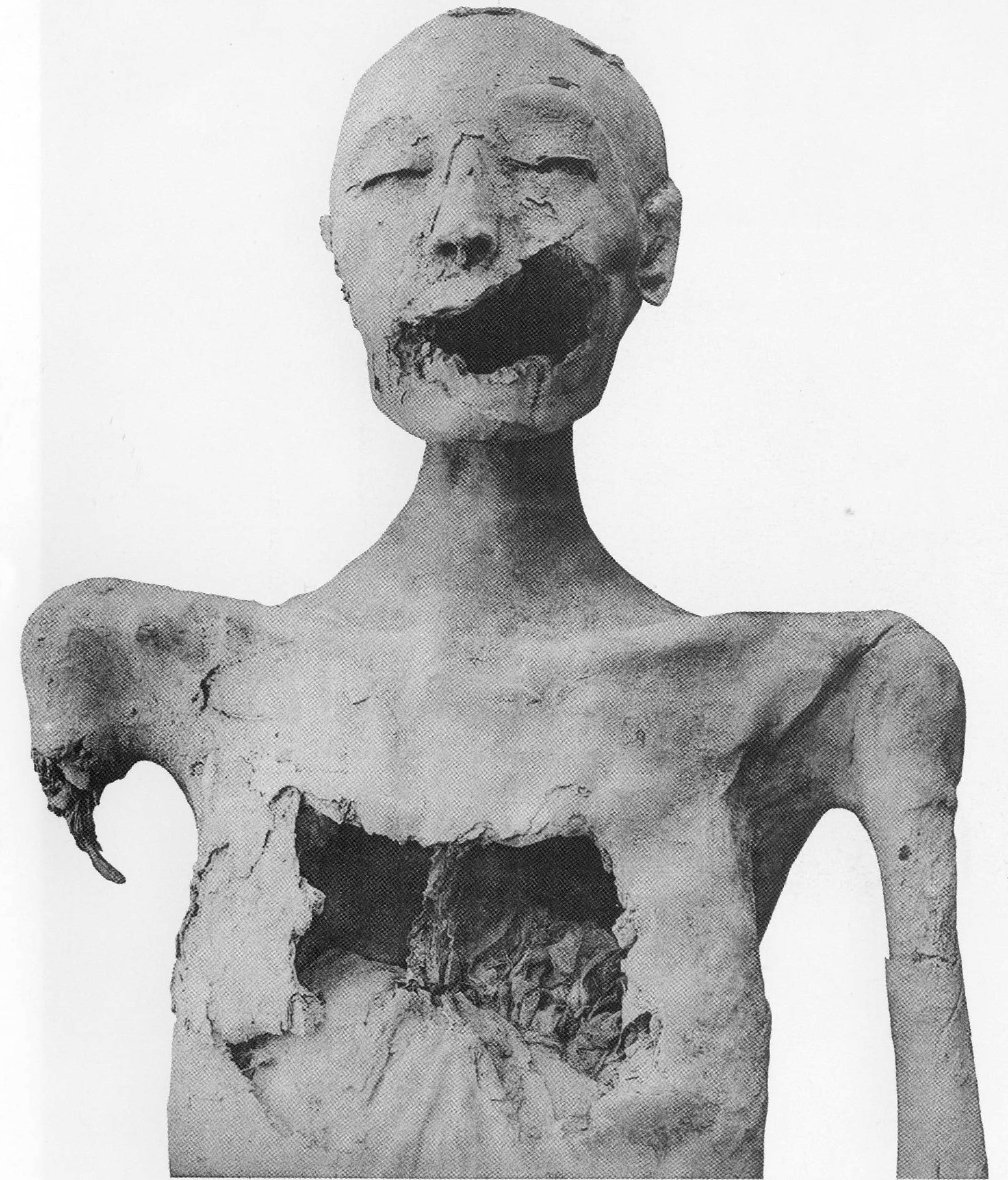
منظر أمامي لمومياء السيدة الصغيرة.

مؤخرا، أثبتت اختبارات الصبغيات الجسدية وحمض المتقدرات النووي بشكل قاطع أن المومياء أنثى، وأنها كانت والدة توت عنخ آمون. تظهر النتائج أيضا أنها كانت أخت شقيقة لزوجها، وهو المومياء من المقبرة 55، وأنهم كانوا أبناءاً لأمنحتب الثالث والملكة تى. وهناك تكهنات حول هوية المومياء من المقبرة 55 (زوجها وشقيقها)، من بعض علماء المصريات، بمن في ذلك زاهي حواس، مدعين أنه الملك أخناتون، وآخرين، بمن فيهم الانثروبولوجية جويس فيلر، مدعين المومياء للملكسمنخ كا رع، وهذا من شأنه أن يقلل الاحتمالات في هوية السيدة الصغيرة (و بالتالي أم الملك توت عنخ آمون)  ويضعها بين الملكة نفرتيتي، أو زوجة إخناتون الثانوية كيا، لأنه لا يوجد قطع أثرية معروفة معها تحمل ألقاب الزوجات الملكيات المعروفة مثل «أخت الملك» أو «ابنة الملك». أما إمكانية أن تكون السيدة الشابة سات آمون، إيزيس، أو حنت تا نب - وكلهن بنات الملك أمنحتب الثالث - فهو احتمال مستبعد، وكلهن سمين بلقب «الزوجة الملكية العظيمة» في عهد والدهم أمنحتب الثالث، ولو كان أخناتون تزوج أي منهم، فإنها كانت ستأخذ مكان نفرتيتي باعتبارها الملكة الرئيسية لمصر. ويخلص التقرير إلى أن المومياء من المرجح أن تكون نبت حوت (نبت حا) أو باقت آتون، بنات أمنحتب الثالث اللتين لم يعرف عنهما أنهما تزوجتا والدهما، على الرغم من أنه من المعروف أن لديه ثماني بنات مع الملكة تيي (Comment: Figure 2 eAppendix).
وهناك أيضا النظرية التي تقول إن السيدة الشابة هي ميريت آتون، ابنة اخناتون ونفرتيتي، وزوجة سمنخ كا رع، استنادا إلى دراسة من الأليلات التي ورثها توت عنخ آمون. كما تقول النظرية أن ميريت آتون تزوجت سمنخ كا رع، ويعتقد أنه عمها، ومما يجعل توت عنخ آمون وهو حفيد إخناتون من جهة الأم. ولهذه النظرية وجاهة وثقل في ظل أن زواج الأقارب يجعل من الصعب التمييز بين الأجيال، ولكن هناك مشكلة واحدة مع هذه النظرية؛ يجب أن تكون ميريت آتون مرتبطة بحمض المتقدرات النووي من الملكة تيي، أو أمها تويا، في ضوء أن الحمض النووي للسيدة الصغيرة يتناسب مع كونها ابنة تيي، ونسب نفرتيتي لم يمكن تحديده، وإذا ميريت آتون هي السيدة الشابة، فيجب أن تكون نفرتيتي على علاقة بميتوكوندريا تويا.
وقد أقترح بالفعل أن السيدة الشابة هي نفرتيتي، حيث كان زواج الأخوة أو الأب من بنته من غير المألوف أو من غير المنتشر. وهذا يعني أن أخناتون لم يتزوج أخته، وأنه ونفرتيتي والدا توت عنخ آمون. وعلاوة على ذلك، نفرتيتي، التي ربما ظلت على قيد الحياة بعد موت زوجها، قد يتم توحيدها مع سمنخ كا رع وقد اعتمدت هذا الاسم بعد أن استلمت زمام الأمور بعد وفاة إخناتون (وجود ابنتها تتحرك في أدوار رسمية لها من رئيسة الكهنة والزوجات)، لكن كل هذا لم يثبت، ولكن ينبغي أن يتم التذكير بأن هذا السياق يحظى بشعبية بين علماء الآثار المصرية أيضاً ، ومن الصعوبات التي يواجهها هذا المنحى هو تحديد عمر المومياء عند الوفاة، لأن نفرتيتي أنجبت ميريت آتون في موعد لا يتجاوز السنة الأولى من حكم إخناتون وهناك أدلة على أن أنها كانت لا تزال على قيد الحياة خلال العام 16 من حكمه.

## وصف المومياء

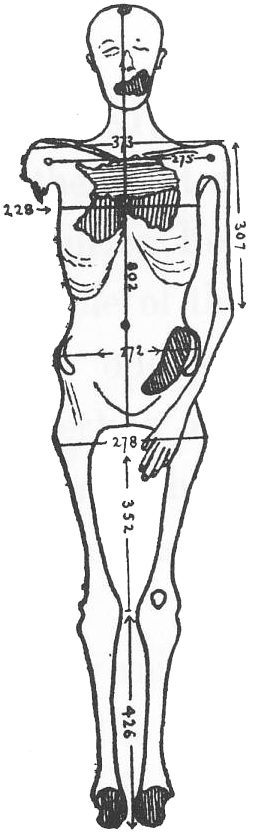
رسم تخطيطي رسمه جرافتون إليوت سميث للجسم الكامل لمومياء السيدة الصغيرة ، و تظهر فيه الأضرار الكبيرة التي كانت موجودة عند فحصه لها.

قدم جرافتون إليوت سميث وصفا موسعاً للمومياء في دراسته للمومياوات الملكية المصرية في بداية القرن العشرين، فقد وجد المومياء بطول 1.58 متر (5 أقدام و 2 بوصة)، وحكم عليها أنها لا يزيد عمرها عن 25 سنة في وقت وفاتها. وأشار أيضا إلى وقوع أضرار كبيرة على يد لصوص المقابر القدماء، الذين حطموا الجدار الأمامي لصدر المومياء، ومزقوا الذراع اليمنى من أسفل الكتف مباشرة  ، وافترض سميث أنها كانت عضوا في العائلة المالكة.
كان يعتقد أن الإصابة الكبيرة في الجانب الأيسر من فم المومياء وخدها، التي تدمر فيها أيضاً جزء من الفك، كانت نتيجة لصوص المقابر ، ولكن عند إعادة النظر في المومياء حديثاً، بينما كانت تخضع للفحوص الوراثية والأشعة المقطعية تم التقرير بأن الجرح قد حدث قبل الوفاة، وأن الإصابة كانت قاتلة.

## إعادة بناء الوجه
في 7 فبراير 2018، ظهرت السيدة الصغيرة في الحلقة السابعة من الموسم الرابع من برنامج يسمى "الرحلة الاستكشافية غير معروفة" بعنوان "المرأة العظيمة في مصر القديمة". على افتراض أن المومياء قد تكون نفرتيتي، استخدم فريق بقيادة جوش جيتس (مضيف البرنامج)، البقايا المحفوظة والتكنولوجيا الحديثة والبراعة الفنية لتقديم إعادة بناء لما كانت ستبدو عليه السيدة الصغيرة في الزي الملكي الكامل. أُنشِئ التمثال النصفي الذي يمثل وجه السيدة الصغيرة من قبل فنانة الحفريات الفرنسية إليزابيث داينيس.

## الهوامش
1. 1 2  Yehia Z Gad; Somaia Ismail; Markus Ball; Sally Wasef; Hany Amer; Albert Zink (1 Feb 2010). "Ancestry and pathology in King Tutankhamun's family". The Journal of the American Medical Association (بالإنجليزية). 303 (7): 640. DOI:10.1001/JAMA.2010.121. ISSN:0098-7484. PMID:20159872. QID:Q34021276. {{استشهاد بدورية محكمة}}: الوسيط |at= and |pages= تكرر أكثر من مرة (help)
2. ↑  Yehia Z Gad; Somaia Ismail; Markus Ball; Sally Wasef; Hany Amer; Albert Zink (1 Feb 2010). "Ancestry and pathology in King Tutankhamun's family". The Journal of the American Medical Association (بالإنجليزية). 303 (7): 638. DOI:10.1001/JAMA.2010.121. ISSN:0098-7484. PMID:20159872. QID:Q34021276. {{استشهاد بدورية محكمة}}: الوسيط |at= and |pages= تكرر أكثر من مرة (help)
3. ↑  Reeves, Nicholas. Wilkinson, Richard H. The Complete Valley of the Kings. p100. Thames & Hudson. 1997. (Reprint) ISBN 0-500-05080-5
4. ↑  Smith, G. Eliot. The Royal Mummies p.117 Duckworth Publishers, 2000
5. ↑  Hawass Z؛ Gad YZ؛ Ismail S؛ وآخرون (17 فبراير 2010). "ANcestry and pathology in king tutankhamun's family". JAMA. ج. 303 ع. 7: 638–647. DOI:10.1001/jama.2010.121. ISSN:0098-7484. PMID:20159872. مؤرشف من الأصل في 2020-04-14. {{استشهاد بدورية محكمة}}: Explicit use of et al. in: |الأخير4= (مساعدة)
6. ↑  "King Tut's Family Secrets - National Geographic Magazine". ngm.nationalgeographic.com. مؤرشف من الأصل في 2018-03-21. اطلع عليه بتاريخ 2016-09-21.
7. 1 2 3  Hawass Z، Gad YZ، Ismail S، Khairat R، Fathalla D، Hasan N، Ahmed A، Elleithy H، Ball M، Gaballah F، Wasef S، Fateen M، Amer H، Gostner P، Selim A، Zink A، Pusch CM (فبراير 2010). "Ancestry and Pathology in King Tutankhamun's Family". JAMA. ج. 303 ع. 7: 638–47. DOI:10.1001/jama.2010.121. PMID:20159872.
8. 1 2 3  Hawass، Z؛ وآخرون (2010). "Ancestry and pathology in King Tutankhamun's family". JAMA. ج. 303 ع. 7: 3. {{استشهاد بدورية محكمة}}: Explicit use of et al. in: |الأخير2= (مساعدة)
9. ↑  Michael E. Habicht, Nofretete und Echnaton, 2012, Koehler & Amelang, ISBN 978-3-7338-0381-0 "نسخة مؤرشفة". مؤرشف من الأصل في 2014-10-23. اطلع عليه بتاريخ 2017-01-20.{{استشهاد ويب}}:  صيانة الاستشهاد: BOT: original URL status unknown (link)
10. ↑  Smith, G. Elliot. The Royal Mummies. p.40. Duckworth Egyptology. 2000 (Reprint from original 1912 edition). ISBN 0-7156-2959-X
11. 1 2 3  Smith, G. Elliot. The Royal Mummies. p.41. Duckworth Egyptology. 2000 (Reprint from original 1912 edition). ISBN 0-7156-2959-X
12. ↑  "Is This the Face of King Tut's Mother?". Travel Channel (بالإنجليزية). Archived from the original on 2023-06-10. Retrieved 2023-11-22.
13. ↑  "Ray Johnson on the Forensic Reconstruciton of the "Younger Lady" | Institute for the Study of Ancient Cultures". isac.uchicago.edu. مؤرشف من الأصل في 2023-11-22. اطلع عليه بتاريخ 2023-11-22.